# 五十日
五十日（ごとおび）とは、毎月5日・10日・15日・20日・25日と、30日または月末日のことである。
つまり、日の一の位が5か0の日である。ただし30日は例外で、旧暦ではその月の長さに関わらず月末日（小の月では29日、大の月では30日）を充てる。新暦でも小の月（30日以下の月）では月末日だが、大の月（31日の月）では30日とすることと月末日の31日とすることがある。
「ごじゅうにち」（日数の「50日（間）」）と区別するため五・十日とも書く。関西で生まれた言葉で、関西などでは「ごとび」と読む。よく ご「とう」び と記されるが、ご「とお」びである。

## 五十日の慣習
日本ではこれらの日に決済を行う企業が多い。これを五十払いという。給与や賞与が日払いでない場合の支払日も、ほとんどの企業で五十日である。そのため、金融機関の窓口やATMが混みあうことがある。道路交通においても企業の営業車により渋滞すると言われるが、実際のところは25日以外に顕著な混雑は見られない。
証券市場でも五十日はアメリカドルなどの外貨買いの需要が高くなり、仲値が高めになる傾向がある。

## 由来
京都にある赤山禅院の五日講に由来するとの説がある。赤山明神の祭日に当たる五日に参詣して懸け取りに回るとスムーズに集金できるという謂われより。